# 상고팔대성
상고팔대성(上古八大姓)은 임성(妊), 강성(姜), 희성(姬), 영성(嬴), 운성(妘), 요성(姚), 규성(嬀), 사성(姒)을 말한다. 같은 성은 같은 모계의 혈연 관계를 나타낸다. 따라서 상고팔대성 모두는 계집녀 부수(女)를 포함하고, 이것은 다른 조모계 혹은 모계에서 전해 내려오는 씨족의 무리임을 나타낸다. 혹은 임성(妊)을 빼고 길성(姞)을 추가하기도 한다.

## 기원
- 강성(姜) : 염제(炎帝)[2]신농씨 강성(炎帝神農氏姜姓)
- 임성(妊) : 길성(姞)과 기원이 같다. 황제헌원씨 임성(黃帝軒轅氏姬姓)
- 영성(嬴) : 소호금천씨 영성(少昊金天氏嬴姓)
- 운성(妘) : 전욱고양씨 운성(顓頊高陽氏妘姓)[3][4]
- 규성(嬀) : 요성(姚)과 기원이 같다. 제순 요성(帝舜姚姓)
- 사성(姒) : 대우 사성(大禹姒姓)

## 같이 보기
- 모계제도
- 성씨